# Ängsanemon
Ängsanemon (Anemone canadensis) är en ranunkelväxtart som beskrevs av Carl von Linné. I den svenska databasen Dyntaxa används istället namnet Anemonidium canadense. Enligt Catalogue of Life ingår Ängsanemon i släktet sippor och familjen ranunkelväxter, men enligt Dyntaxa är tillhörigheten istället släktet ängsanemoner och familjen ranunkelväxter. Arten förekommer tillfälligt i Sverige, men reproducerar sig inte. Inga underarter finns listade i Catalogue of Life.

## Bildgalleri

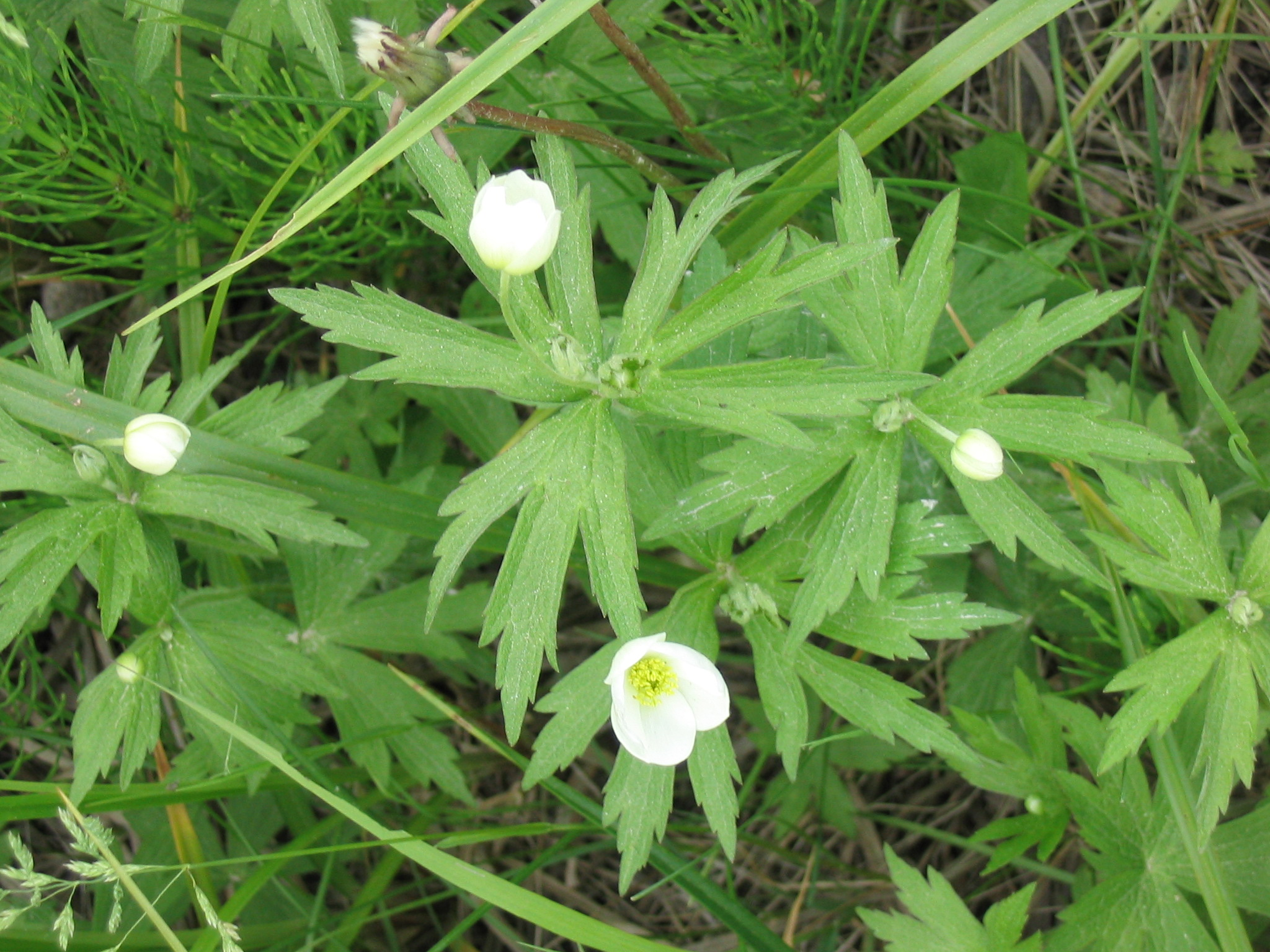
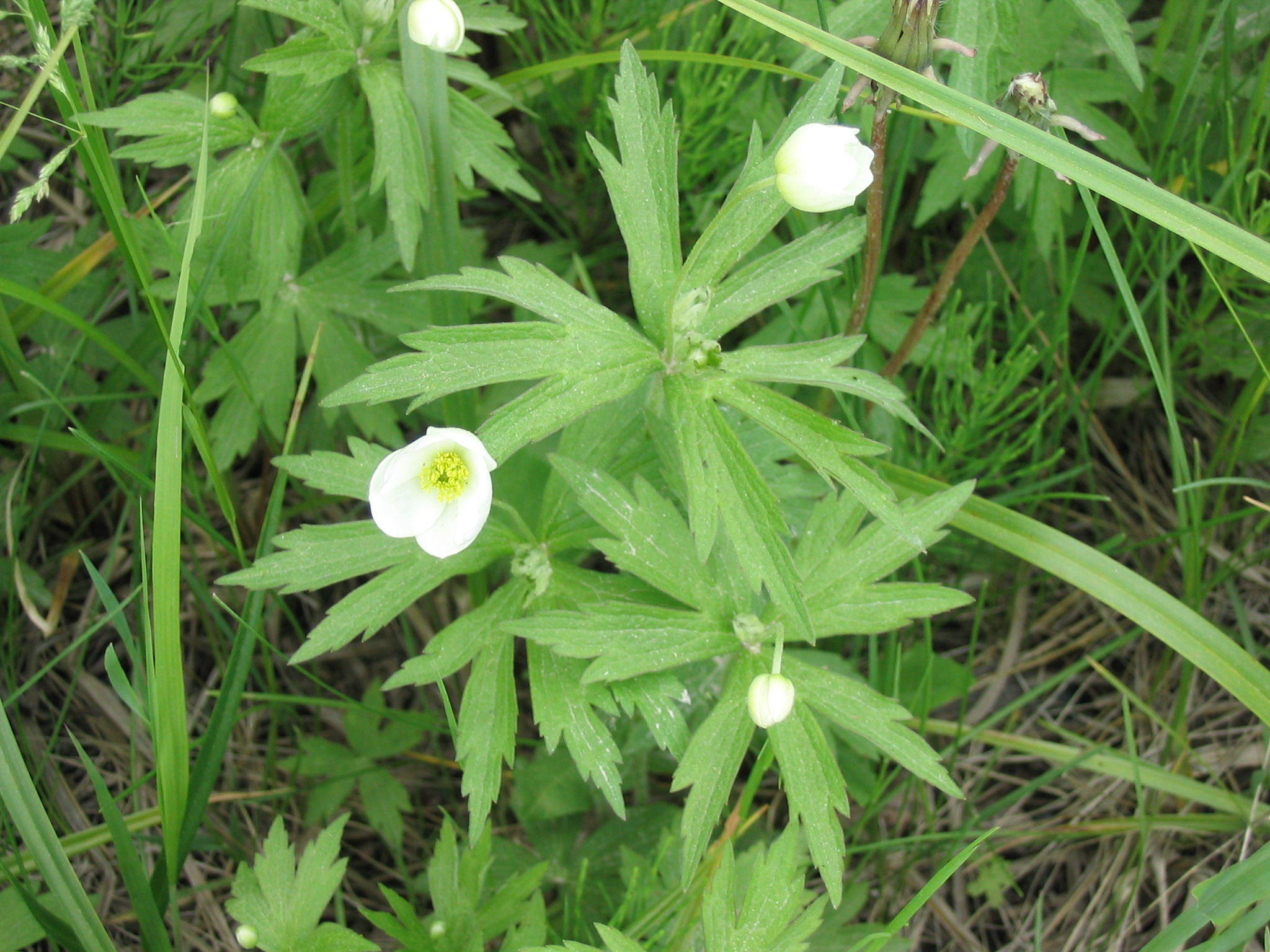
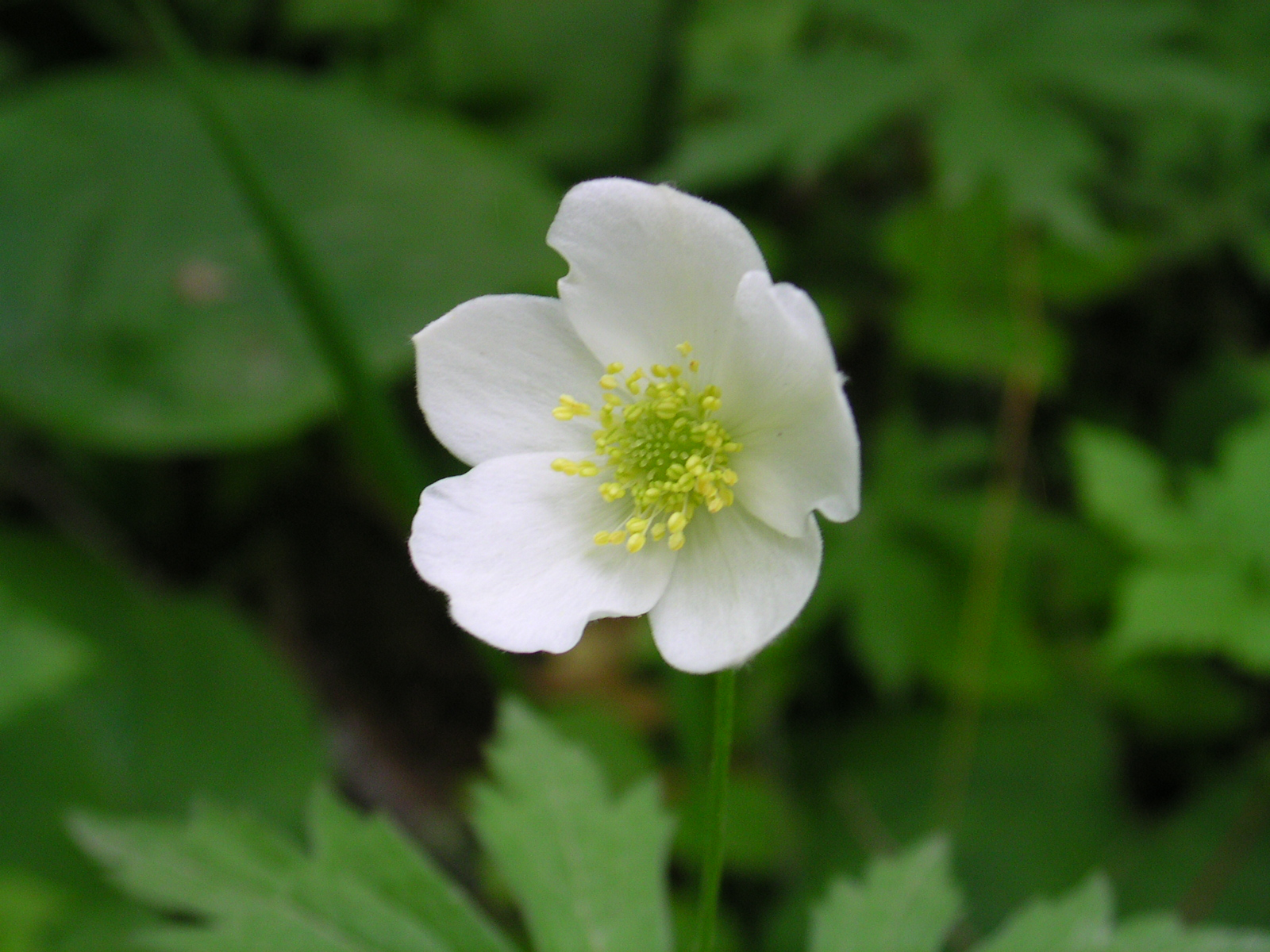
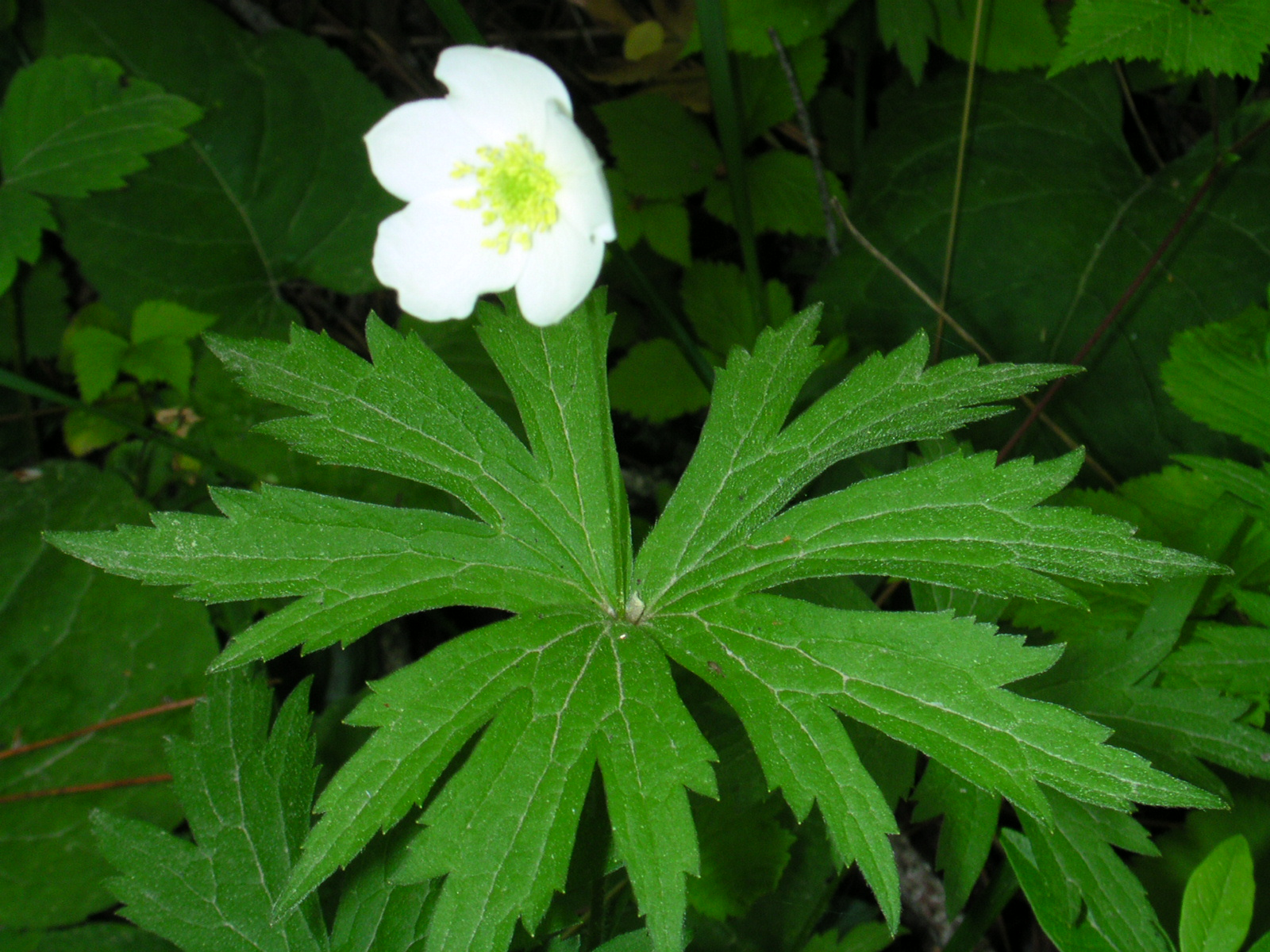
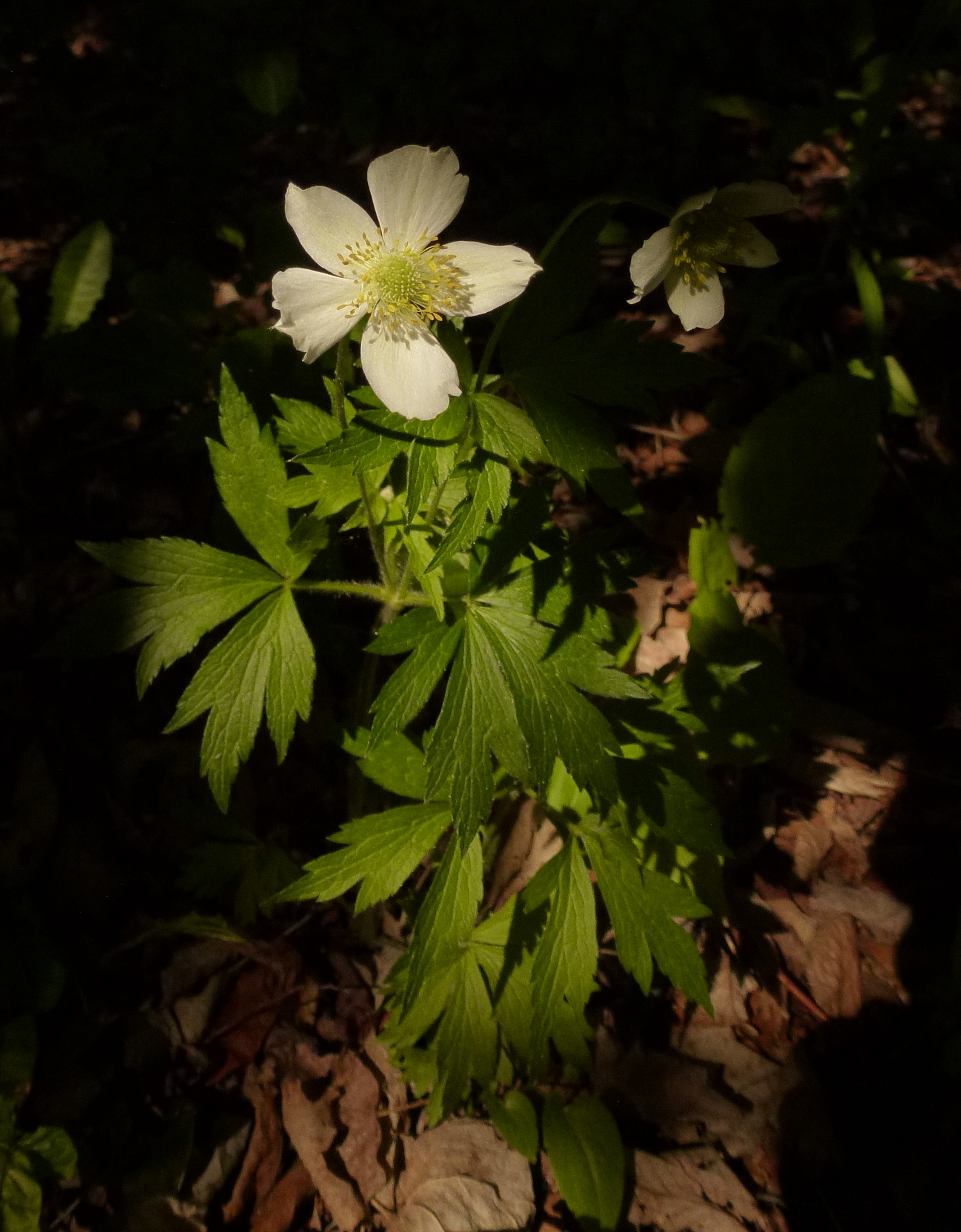
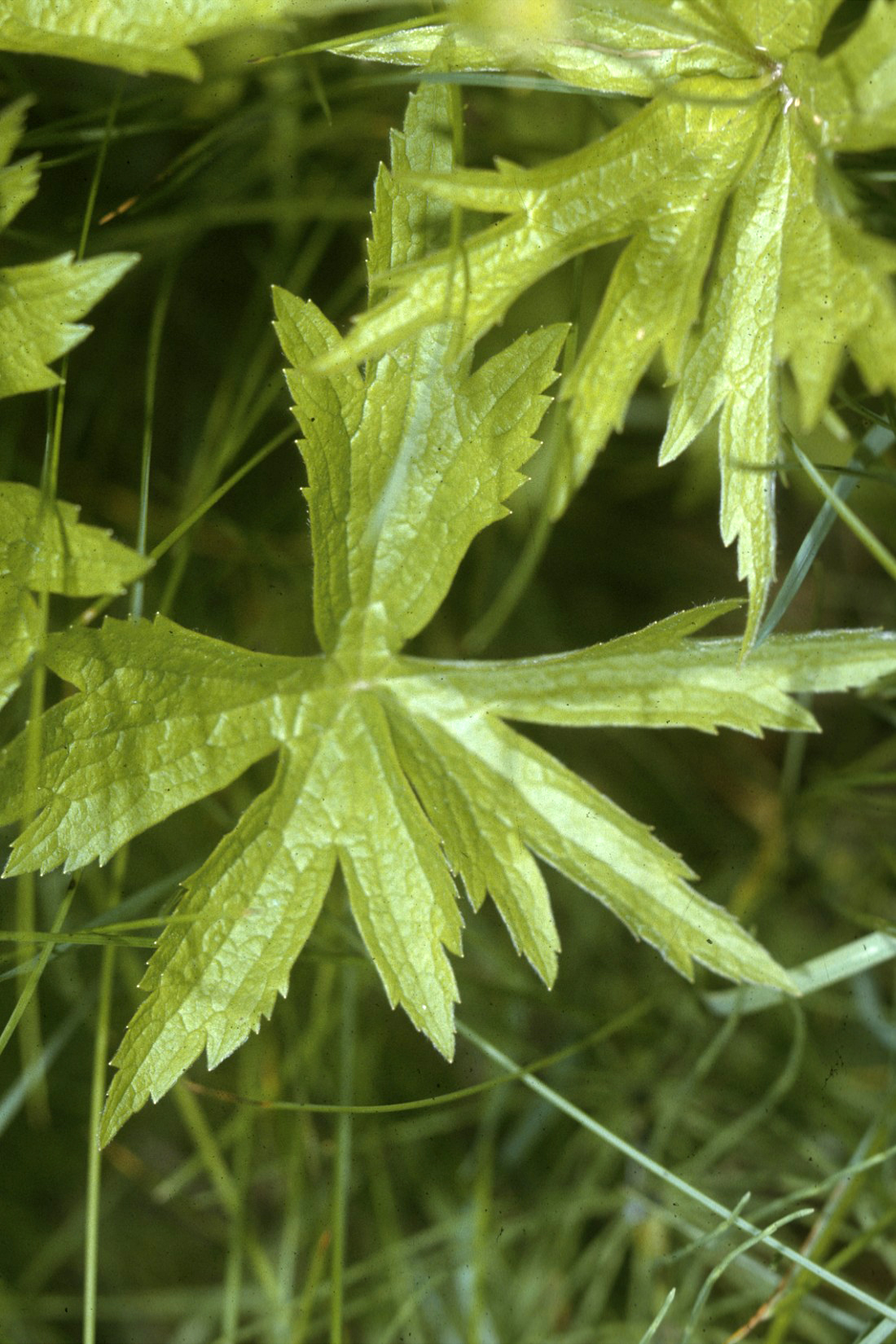